# Лесли Хауърд
Лесли Хауърд Стайнер (на английски: Leslie Howard Steiner) е английски сценичен и филмов актьор, режисьор и продуцент. 

## Биография
Роден е на 3 април 1893 г. в град Лондон, Великобритания, майка му Лилиан е британка (родена Блумберг), а баща му Фердинанд Щайнер е унгарски-евреин. Лилиан е възпитавана като християнка, но тя е с частичен еврейски произход – дядо ѝ по бащина линия Лудвиг Блумберг е евреин, търговец от Източна Прусия. 

### Кариера
Лесли Хауърд пише много истории и статии за „Ню Йорк Таймс“, „Ню Йоркър“ и „Венити Феър“ и е един от най-големите филмови идоли от 1930-те години на ХХ век. Най-добре познат е като Ашли Уилкс в „Отнесени от вихъра“ (1939). Има роли в много други забележителни филми, включително „Площад Бъркли“ (1933), „Бремето на човешките страсти“ (1934), „Скарлет Пимпърнел“ (1934), „Вкаменелата гора“ (1936), „Пигмалион“ (1938), „Интермецо“ (1939) и „Първият от малкото“ (1942). Лесли Хауърд е номиниран за Оскар за най-добър актьор в „Площад Бъркли“ и „Пигмалион“.
По време на Втората световна война той се занимава с актьорско майсторство и филмопроизводство, и активно участва в антигерманската пропаганда.

### Смърт
Твърди се, че е замесен в британското или съюзническото разузнаване, което от своя страна разпалва конспиративни теории за смъртта му през 1943 г., когато Луфтвафе сваля полет 777 над Бискайския залив. , в който пътник е Лесли.

## Избрана филмография
| Година | Филм               | Оригинално заглавие | Роля       | Режисьор       |
| ------ | ------------------ | ------------------- | ---------- | -------------- |
| 1939   | Отнесени от вихъра | Gone with the Wind  | Ашли Уилкс | Виктор Флеминг |

## Любопитно
- Хъмфри Богарт в чест на Лесли Хауърд дава името Лесли Богарт на своята дъщеря от Лорън Бекол. [6]